# Урсоаја (Олт)
Урсоаја (рум. Ursoaia) насеље је у Румунији у округу Олт у општини Икоана. Oпштина се налази на надморској висини од 147 m.

## Становништво
Према подацима из 2002. године у насељу је живело 865 становника, од којих су сви румунске националности.